# Kerstin Kowalski
Kerstin Kowalski-El-Qalqili (Potsdam, 25 januari 1976) is een Duits voormalig roeister. Kowalski maakte haar debuut tijdens de wereldkampioenschappen roeien 1999 met de wereldtitel in de dubbel-vier. Tijdens de Olympische Zomerspelen 2000 won Kowalski samen met haar tweelingzus Manja Kowalski de gouden medaille in de dubbel-vier. Tijdens de wereldkampioenschappen roeien 2001 werd Kowalski de wereldtitel in de dubbel-twee. Een jaar later won Kowalski de wereldtitel in de dubbel-vier. Op de Olympische Zomerspelen 2004 prolongeerde Kowalski haar olympische gouden medaille in de dubbel-vier.

## Resultaten
- Wereldkampioenschappen roeien 1999 in St. Catharines  in de dubbel-vier
- Olympische Zomerspelen 2000 in Sydney  in de dubbel-vier
- Wereldkampioenschappen roeien 2001 in Luzern  in de dubbel-twee
- Wereldkampioenschappen roeien 2002 in Sevilla  in de dubbel-vier
- Wereldkampioenschappen roeien 2003 in Milaan  in de dubbel-vier
- Olympische Zomerspelen 2004 in Athene  in de dubbel-vier

1988: Kerstin Förster & Kristina Mundt & Beate Schramm & Jana Sorgers ·
1992: Sybille Schmidt  &  Birgit Peter  & Kerstin Müller & Kristina Mundt·
1996: Katrin Rutschow & Jana Sorgers & Kerstin Köppen & Kathrin Boron·
2000: Manja Kowalski & Meike Evers & Manuela Lutze  & Kerstin Kowalski ·
2004: Kathrin Boron & Meike Evers & Manuela Lutze & Kerstin Kowalski ·
2008: Tang Bin & Xi Aihua & Jin Ziwei & Zhang Yangyang ·
2012: Kateryna Tarasenko & Natalija Dovhodko & Anastasija Kozjenkova & Jana Dementjeva·
2016: Annekatrin Thiele, Carina Bär, Julia Lier, Lisa Schmidla ·
2020: Chen Yunxia & Zhang Ling & Lü Yang & Cui Xiaotong ·
2024: Lauren Henry & Hannah Scott & Lola Anderson & Georgina Brayshaw